# Cryptochloris
Cryptochloris är ett släkte i familjen guldmullvadar med två arter som förekommer i södra Afrika.
Arterna är:
- Cryptochloris wintoni hittades i ett mindre område kring staden Port Nolloth i nordvästra Sydafrika, sedan 50 år har ingen individ av arten påträffats, IUCN listar den som akut hotad (CR).
- Cryptochloris zyli har ett begränsat utbredningsområde i västra Sydafrika, arten listas som starkt hotad (EN).

## Beskrivning
Liksom andra guldmullvadar liknar arterna de eurasiska mullvadarna i utseende men det finns inget nära släktskap mellan djurgrupperna. Kroppslängden är 8 till 9 cm och svansen saknas. Pälsen har en blygrå färg, ibland med violetta skuggor. Medan andra guldmullvadar bara har en eller två större klor vid framtassen har Cryptochloris tre.
Arterna vistas i öknar och andra torra områden, alltså i samma region som Grants ökenguldmullvad. De bygger oftast tillfälliga tunnlar tät under markytan och har djupare gångar för att vila. När människan gräver fram en individ spelar den vanligen död. Födan utgörs av olika ryggradslösa djur samt av mindre ödlor.